# Podoby lásky
Podoby lásky (v anglickém originále Playing by Heart) je americký dramatický film z roku 1998. Režisérem filmu je Willard Carroll. Hlavní role ve filmu ztvárnili Gillian Andersonová, Ellen Burstyn, Sean Connery, Anthony Edwards a Angelina Jolie.

## Obsazení
| Gillian Andersonová | Meredith |
| Ellen Burstyn       | Mildred  |
| Sean Connery        | Paul     |
| Anthony Edwards     | Roger    |
| Angelina Jolie      | Joan     |
| Jay Mohr            | Mark     |
| Ryan Phillippe      | Keenan   |
| Dennis Quaid        | Hugh     |
| Jon Stewart         | Trent    |
| Madeleine Stowe     | Gracie   |
| Amanda Peet         |          |
| Nastassja Kinski    |          |
| Amanda Peet         |          |
| Michael Emerson     |          |